# دين كرد
دين كرد أو دينكرد أو دينكرت: عبارة عن مدونة من النصوص الدينية الزرادشتية جمعت في القرن العاشر الميلادي.

## مواضيع الدين كرد
تضم هذه الموسوعة الزرادشتية -كما يسميها المستشرق الفرنسي جون دو مناس Jean de Menasce - تسعة كتب، تبقى منها سبعة فقط اذ ضاع الكتابان الأول والثاني. وتتحدث هذه الكتب عن مجموعة من العقائد والمعتقدات والطقوس والشعائر الزرادشتية إضافة إلى تفسير نصوص من الافستا، وسرد تاريخ العالم وفق المنظور الديني الزرادشتي وكذلك تحتوي على سرد اسطوري عن حياة زرادشت. إضافة للرد علي بعض اعتراضات وتساؤلات المسلمين والمسيحيين .

## مؤلف الكتاب
مؤلف الكتاب هو اتوربات اميتان.